# Fènies
|  | Per a altres significats, vegeu «Fànies». |

Fànies o Fènies (en llatí Phanias o Phaenias, en grec antic Φανίας, Φαινίας), les dues formes del nom les dona Suides, fou un filòsof peripatètic nascut a Eresos a Lesbos, deixeble d'Aristòtil i contemporani i amic de Teofrast.
Va ser un escriptor destacat sobre molts temes filosòfics, i encara que no va fundar una escola pròpia, va escriure sobre tots els temes de l'escola peripatètica, especialment sobre lògica, física, història i literatura. Va ser, sens dubte, el deixeble d'Aristòtil més destacat després de Teofrast.

## Obres

### Sobre lògica
Sobre lògica va escriure algunes obres sobre les que hi ha molt poca informació, probablement perquè eren paràfrasis i comentaris de les obres d'Aristòtil que van quedar eclipsades per les obres mateixes del seu mestre. Alguns autors posteriors diuen que Fènies va escriure imitant Aristòtil. Alexandre d'Afrodísies cita una obra de Fènies sobre el món de les idees. Ateneu de Naucratis cita una obra seva, πρὸς τοὺς σοφιστάς (Sobre els sofistes), on fa una crítica sobre determinats músics.

### Sobre ciències naturals
Sobre ciències naturals va escriure τὰ φυτυξά, o τὰ περὶ φυτω̂ν (Sobre la cura de les plantes o sobre les plantes), que també menciona Ateneu de Naucratis] i que relaciona amb una obra del mateix tema de Teofrast, i s'ha suposat que en podria ser un suplement. Els fragments que cita Ateneu donen una idea del contingut de l'obra i de l'estil de Fènies, i sembla que va posar especial atenció en les plantes de jardí, que estaven en relació amb l'home. L'estil segueix l'exactitud de les definicions d'Aristòtil.

### Sobre història
Fènies va escriure molt sobre aquest tema. Plutarc en parla i el cita com una autoritat. Va escriure una crònica de la seva ciutat sota el títol Πρυτάνεις ̓Ερέσιο (Els pritans d'Eresos), que també podria ser una història general de Grècia escrita en relació amb els pritans que havien governat Eresos, ordenada per anys, ja que la major part de les cites conservades es refereixen a un fet cronològic concret. També es va ocupar d'una història sobre els tirans de Sicília (περὶ τω̂ν ἐν Σικελίᾳ τυράννων, Sobre els tirans de Sicília), i un altre (Τυράννων ἀναίρεσις ἐκ τυμωρίας, Sobre matar els tirans per revenja), que tractava més a fons aquest tema, del que en parlava Aristòtil a la Política.

### Sobre literatura
Es mencionen dues obres de Fènies sobre història de la literatura, una titulada Περὶ ποιητω̂ν (Sobre els poetes), de la que parla Ateneu de Nàucratis i on sembla que va parlava de músics i humoristes atenesos, i una altra, Περὶ τω̂ν Σωκρατικω̂ν (Sobre els filòsofs socràtics), que en fa menció Diògenes Laerci.